# Пронін Віктор Олексійович
Віктор Олексійович Пронін (20 вересня 1938, Дніпропетровськ — 18 липня 2023) — російський прозаїк і журналіст, представник детективного жанру, автор багатьох відомих творів.

## Біографія
Закінчив Дніпропетровський гірничий інститут у 1960 році, працював на заводі «Запоріжсталь», потім журналістом. У 1960-х роках почав писати прозу. Свою першу повість «Сімбіоз» відправив спочатку до «Нового світу» Твардовського, потім до «Жовтня» Кочетова. Обидва обіцяли її опублікувати, але передумали. В результаті повість вийшла окремим виданням під назвою «Продовжимо наші ігри» (1987). Перша опублікована книга — «Сліпий дощ» (1968). Працював у відділі моралі та права журналу «Людина та закон».
Серед творів Віктора Проніна найбільш відомим є повість «Жінка за середами», за якою було поставлено фільм «Ворошиловський стрілок». Також відомими є такі твори, як «Сліпий дощ», «Тайфун», «Особливі умови», «Кандибобер», «Щодня самогубство», «Падай, ти вбитий», «Смерть президента», «Дурні прикмети», «Вища міра», «Переможців не судять», «Жіноча логіка» (екранізована), «Бризки шампанського». Автором написана також серія книг «Банда», що складається з 8 частин (екранізована).
Помер 18 липня 2023 року на 85-му році життя.

## Екранізація
- 1981 — «Самогубство» (Телевистава по повісті «Кожен день самогубство»)
- 1999 — «Ворошиловський стрілок» (за повістю «Жінка по середах»)
- 2001 — «Громадянин начальник» (15 серій) (за романами «Банда», «Банда-2», «Банда-3» і «Банда-5»)
- 2001 — «Жіноча логіка» (2 серії) (за однойменним романом)

З використанням персонажів книг Віктора Проніна знято телефільми «Жіноча логіка-2», «Жіноча логіка-3», «Жіноча логіка-4», «Жіноча логіка-5», телесеріали «Громадянин начальник-2» та «Громадянин начальник-3» .
Кінокомпанією «Черома-фільм» куплено права на екранізацію оповідання Віктора Проніна «З найкращих спонукань». Сценарій написаний Віктором Проніним у співавторстві з Ігорем Черницьким.